# 비밀남녀
《비밀남녀》는 MBC에서 2005년 8월 29일부터 2005년 11월 1일까지 방영한 월화드라마이며, 남녀비밀을 전개하는 코믹 드라마이다.
다만, 주제가 모호해 무엇을 말하려는지 알 수 없었다는 등의 지적을 사 기대 이하의 성적에 그쳤다.

## 출연진

### 주요 인물
- 한지혜 : 서영지 역
- 김석훈 : 김준우 역
- 송선미 : 정아미 역
- 권오중 : 최도경 역

### 영지네 식구들
- 주현 : 서달구(50세) 역 - 영지의 아버지
- 김동현 : 서영구(25세) 역 - 영지의 쌍둥이 동생
- 황보라 : 서영민(20세) 역 - 영지의 동생, 재수생

### 준우네 식구들
- 이정길 : 김정석(60세) 역 - 준우의 아버지, 전 철학교수
- 안해숙 : 송 여사(55세) 역 - 준우의 어머니
- 현영 : 김준미 역 - 준우의 동생

### 그 외
- 안재환 : 이문(29세) 역 - 정앤리 클리닉 피부과 전문의
- 이병진 : 이성월(35세) 역 - 영세한 소규모 이벤트업체 사장
- 서연주 : 양재순(25세) 역 - 영지의 친구